# NN-205
La carretera NN-205 es una vía departamental secundaria ubicada en el departamento de Carazo, al suroeste de Nicaragua. La carretera conecta la comunidad de La Unión, en el municipio de Santa Teresa, con el límite municipal que divide a La Conquista y Santa Teresa. Fue inaugurada en mayo de 2024 como parte del plan de mejoramiento de la red vial en la zona rural del departamento.

## Trazado y cruces
La NN-205 atraviesa comunidades rurales de tierras fértiles y áreas cafetaleras. Forma parte del corredor productivo que interconecta los municipios de Santa Teresa y La Conquista en el departamento de Carazo.
| km    | Localidad                                  | Departamento | Conexión / Ruta |
| ----- | ------------------------------------------ | ------------ | --------------- |
| 0     | La Unión                                   | Carazo       | NN 204          |
| 6.5   | San José de Gradas                         | Carazo       |                 |
| 14.3  | Cuatro Esquinas                            | Carazo       |                 |
| 22.94 | Límite municipal La Conquista–Santa Teresa | Carazo       |                 |